# Voxnans kontrakt
Voxnans kontrakt (före 1916 benämnt Hälsinglands västra nedre kontrakt) var ett kontrakt i Uppsala stift inom Svenska kyrkan. Kontraktet upphörde 31 december 2004 och dess församlingar uppgick i Hälsinglands södra kontrakt.
Kontraktskoden var 0114.

## Administrativ historik
Kontraktet omfattade
- Bollnäs församling
- Alfta församling
- Arbrå församling som 2002 uppgick i Arbrå-Undersviks församling
- Undersviks församling som 2002 uppgick i Arbrå-Undersviks församling
- Ovanåkers församling
- Voxna församling som 2002 uppgick i Ovanåkers församling

senast 1995 tillfördes från Ala kontrakt
- Rengsjö församling
- Segersta församling
- Hanebo församling